# 陶文钊
陶文钊（1943年2月—），浙江绍兴人，中国中美关系史专家，中国社会科学院美国研究所研究员，中国社会科学院荣誉学部委员。1964年7月毕业于杭州大学外语系。陶文铨之弟。